# Lánctalp

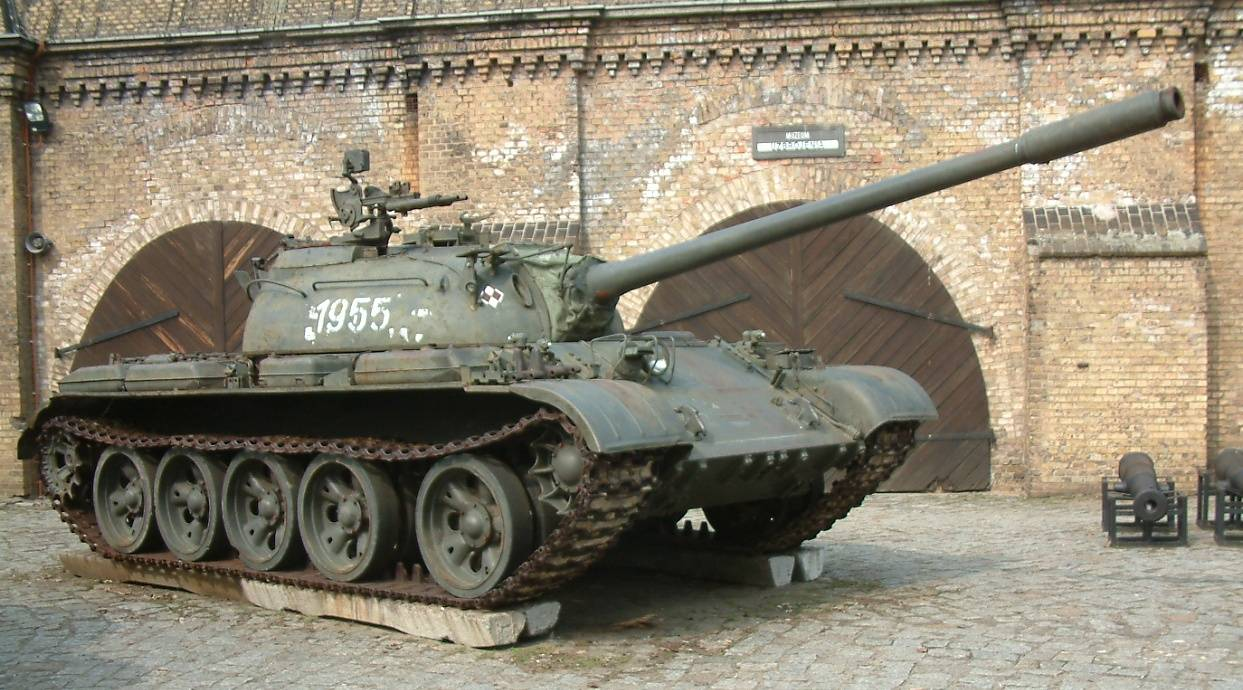
Szovjet T-55 típusú harckocsi

Gépek és járművek járószerkezetének több feladata is van, úgymint a teljes súly hordozása, a mozgatáshoz, a fékezéshez és kormányzáshoz szükséges erők átadása a talajnak vagy útnak, az út egyenetlenségeinek követése, stb.
A legtöbb esetben erre a kerekes futómű megfelel, extrém követelmények kielégítésére azonban más megoldást kellett találni, ezek egyike a lánctalp.
Nagyon nagy súlyú gépeknél a kerék mélyen a talajba nyomódhat, vagy megsértheti az útfelületet. Ez különösen könnyen megtörténhet laza, vagy mocsaras talajon és hóban. A kerék méreteinek növelésével ez csak egy korlátig ellensúlyozható, sem a futófelület szélessége, sem az átmérő nem növelhető a végtelenségig, ami egyéb problémákat is felvetne: növelné a sérülékenységet és az árat, valamint akadályozná a használatot is, stb. 
Ugyanez a helyzet a vontatóknál is, ahol nagy vonóerőt  kell átvinni a talajra, ami nagy kapaszkodó felületet igényel, mert kapaszkodó körmöket nem mindig lehet használni mint a Hofherr traktoron.
A lánctalp tekinthető - persze pusztán elméleti szempontból - a kerekes futóműre szerelt végtelenített, szilárd útfelületnek. A szerkezeten belül a futási viszonyok megközelíthetik az ideálisat, a külső felület pedig megteremti a kapcsolatot a valódi talajjal.

## Részei
- Lánc: A lánctalpas futómű meghatározó eleme maga a lánc. Ezen támaszkodnak az alvázra függesztett futógörgők. A lácba kapcsolódik a meghajtógörgő vagy csillagkerék, a lánc futását teszik stabilabbá a vezetőgörgők, és feszítőgörgők.
- Futógörgő: A tulajdonképpeni kerék, a jármű ezeken gördül. Kivételes esetben előfordul meghajtott futógörgő is, abból a célból, hogy láncszakadás esetén is mozgásképes maradjon a jármű.
- Vezetőgörgő, más néven támasztógörgő: A lánc fölső ágában elhelyezett görgők, feladatuk a lánc súlyának hordozása, a belógó laza szakasz súlyát átvenni a meghajtó és feszítőgörgőtől, csapágyazásuk kímélése érdekében. Feladatuk továbbá megakadályozni nagy sebességű menet közben a nagy sebességgel mozgó lánctalp lefutását a feszítő és a meghajtó lánckerékről. Elsősorban nagy tömegű (40-50 tonna feletti) lánctalpas járművek futóművében alkalmazzák.
- Feszítőgörgő: Általában a meghajtógörgővel ellentétes végen, ritkábban fölül elhelyezett, egyenes vonalban, vagy köríven elmozdítható görgő, a lánc feszességének beállítására szolgál az időjárási, igénybevételi, és talajviszonyoknak megfelelően.

## Lánc
A lánctalpakra általánosan jellemző, hogy láncszemekből, használatosabb néven lánctagokból épülnek fel, ezeket pedig a lánccsapszegek által alkotott csuklók kötik össze, ezek teszik lehetővé a lánctagok egymáshoz képesti az elfordulását, így adva lehetőséget a terep egyenetlenségeinek követésére, és a szerkezeten való körbefutásra.
Meghajtás szempontjából több fajta létezik:
- tarajos: A lánctagokon, belső oldalon lévő háromszög, trapéz, vagy egyéb csúcsos kiemelkedések alkotnak egy taréjt, ezek nyúlnak be a meghajtókerék fogai közé, ezeken keresztül adódik át a hajtás. A szovjet T–34 harckocsi lánctalpa ilyen.
- csapos: A lánctagok csuklóinál a lánctalpon belül vagy annak külső szélein alakítanak ki hengeres felületeket, ezekkel kapcsolódik a meghajtó fogaskerék, amit csillagkeréknek is neveznek. Példa erre a T–55 harckocsi.
- lyuksoros: A lánctag sík lapjának közepén egy vagy több nyílást alakítanak ki, ebbe kapcsolódik a meghajtó fogazat. A szovjet KV–1 harckocsinál is ezt a megoldást használták.
- görgős: Főleg magas-csuklós lánc esetén használt megoldás, a csuklóknál a csapszegre fűzött görgő/görgők kapcsolódik/kapcsolódnak a lánckerékkel.

A csuklók kialakítása is többféle lehet:
- lapos csukló: A lánctag teherviselő részének középvonalában van a csapszeg, a lánctagok fésűszerűen egymásba nyúlnak. Sima körbefutást, nagy sebességet tesz lehetővé, de viszonylag drága, kopása nem javítható és a szennyeződéseket a talajról könnyen "fölszedi"

- magas csukló: A lánctagokból kiemelkedő borda vagy bordák vannak egymással összekapcsolva, úgy néz ki, mintha egy közönséges meghajtólánc láncszemeihez növesztenének futófelületet. A csapszegek a talajtól messzebb vannak, így alig szennyeződnek, de csak alacsony sebességet tesz lehetővé. Munkagépeken jellemző.

A csuklók szerkezete is változó. A legegyszerűbb, hogy egy közönséges acélrudat használnak csapszegként, rögzítés nélkül, mivel nagy terhelése miatt nehezen csúszik ki. Ha mégis kimozdulna,, akkor a laza ág mellett elhelyezett idom (lánccsapszeg terelő) tolja vissza mozgás közben. 
Rögzíthető kicsúszás ellen a csapszeg bepattanó rugós gyűrűvel, anyával, sugár- vagy tengelyirányú rögzítőcsavarral, de van példa a szegecselésre is.
Az acél csapszegek kopása jelentős, ha nem kapnak megfelelő kenést. Ezért fejlesztették ki az úgynevezett gumicsuklót, ami a lánctagba vulkanizált gumiperselyben, rugalmasan elforduló, alakos furatú betét, és alakos lánccsapszeg használatával jön létre. Súrlódás nincs, csak a gumi rugalmas alakváltozása, ezért nem kopik, és a zaja is kisebb.
A lánctagok anyaga jellemzően kovácsolt vagy öntött acél, kopásálló felülettel.
Amennyiben szükséges, hogy aszfaltozott vagy betonozott úton is közlekedjen annak megsértése nélkül, keménygumi vagy műanyag betétet, vagy rátétet alkalmaznak a futófelületen.
Kis terhelésre, vagy nagyon szennyezett helyekre (például kisméretű építőipari és földmunkagépek)
készítenek teljes egészében gumi, vagy gumiszerű műanyag láncokat, huzal vagy szövet erősítéssel, csukló nélkül. Nagyon egyszerűen gyártható, zajtalan, és nem  érzékeny a szennyeződésre.

## Futógörgő
Csapágyazott, az alvázhoz mereven, vagy rugalmasan függesztett kerék. Felületét a zajcsökkentés érdekében általában gumival borítják. A lánctalpat oldalirányban is vezetik, vagy oldalsó peremükkel tartják a lánctagok vezető nyúlványait, vagy - osztott futógörgő estén - belső oldalukkal fogják azokat közre. Rugalmas felfüggesztésükre két jellemző megoldás van:
- -himbakocsis: A görgőket páronként, ritkábban 3-as, 4-es csoportokban egy billenő kengyelbe csapágyazzák, ezeket szerelik fel az alvázból kinyúló csapra. A talaj egyenetlenségeit nem követi jól, az elmozdulása rövid, de a nyomáselosztás megfelelő.
- -hosszlengőkaros: A görgőt egy az alváz hossztengelyével párhuzamos, függőleges síkban forgó lengőkarra csapágyazzák. Formája miatt nevezik "Z-tengely" -nek is. Rugózása csavarrugóval is megoldható, de a keresztben elhelyezett torziós tengely a jellemző. Nagyon nagy elmozdulást tesz lehetővé, a talaj egyenetlenségeit a görgők külön-külön követik, sima futást biztosítva. A keresztben elhelyezett torziós rugók az alváz szélességét kitöltik, így két oldalon azok tengelyei nem eshetnek egybe. Ezzel magyarázható, hogy például a T-55 harckocsi jobb és bal oldali görgősora egymástól hosszirányban el van tolva.

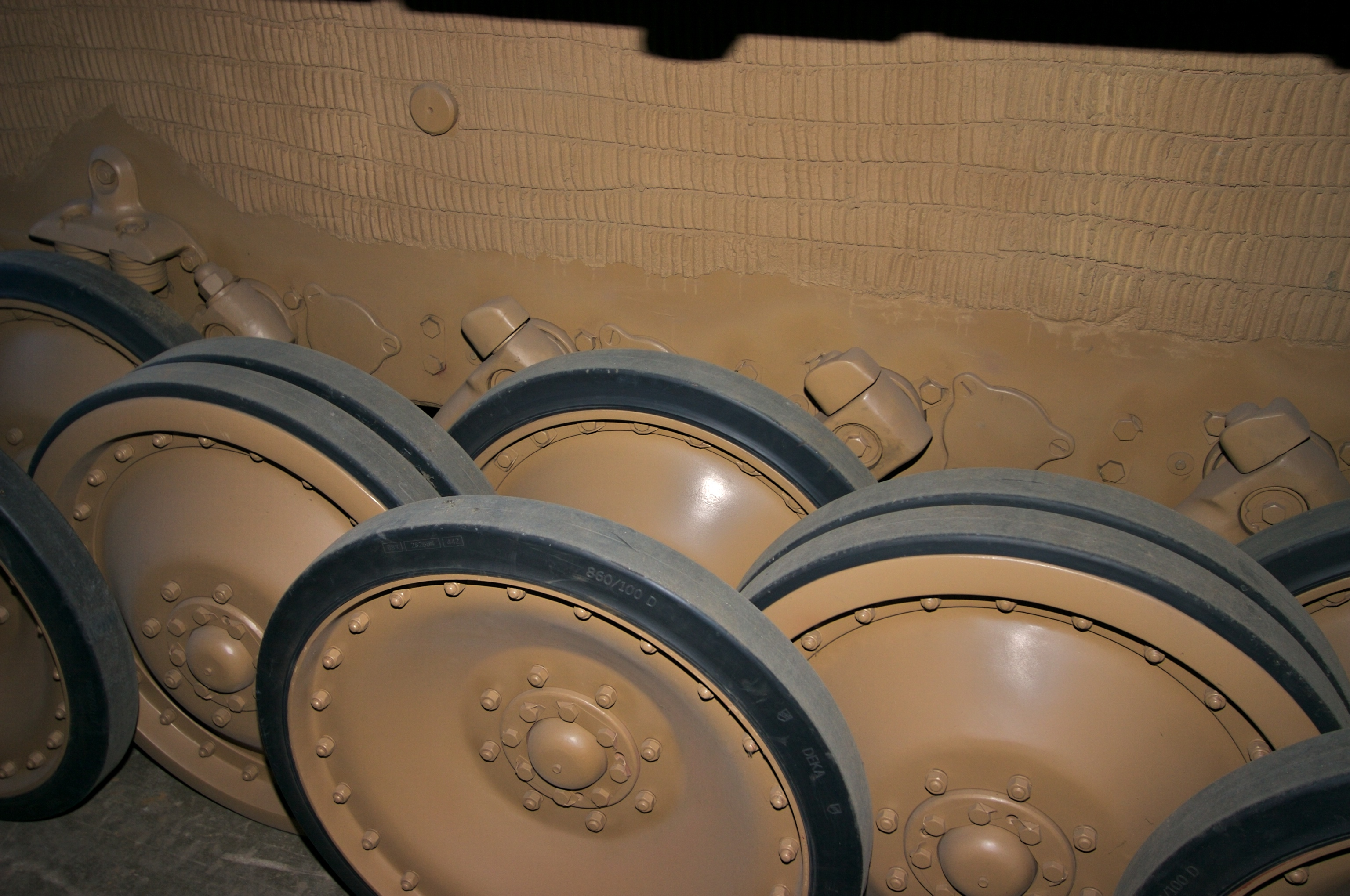
Egymást átfedő kettős futógörgősor (Panther)

A futógörgők rendszerint egy vonalban helyezkednek el, a lánctalp mértani középvonalában. Az osztott görgők a lánctalp két szélén gördülnek, helyet hagyva a lánc vezető, vagy csuklótaréjának. Bonyolult és ritka megoldás az egymástól eltolt, oldalankénti két görgősor, amikor a hosszanti nyomáselosztás egyenletessége érdekében egymást átfedő görgőket használnak.
Hajtott futógörgők esetén a nyomatékátvitelt általában lánchajtással biztosítják. Bonyolult kényszermegoldás, nem terjedt el.

## Vezetőgörgő / támasztógörgő
Amennyiben a lánc felső laza ága - hátul elhelyezett meghajtás esetén - nem a futógörgőkön fut, úgy annak súlyát a futógörgők felett, mereven  felszerelt görgők viselik, a hosszú, laza szakasz oldalirányú vezetését is ezek végzik. Általában jóval kisebbek a futógörgőknél, de szerkezetük hasonló, használnak gumírozást is.

## Feszítőgörgő
Általában a hajtással ellentétes végen, de mindenképpen fölül  helyezik el, feladata, hogy a lánc feszességét tartsa, illetve, hogy azt az időjárási és az útviszonyoknak megfelelően állítani lehessen. A lánc csuklóinak kopása is jelentős tényező, darabonként 1 mm kopás egy 90 tagból álló lánc 5 m-es felső szakaszán 400 mm-es (!) belógást eredményezne, tehát állítási lehetőség nélkül a szerkezet használhatatlan lenne.
Technikai kialakítás: vagy egy hosszirányú vezetékben mozdítható el a feszítőgörgő tengelye, vagy excenter-csapra szerelik és az fordítható el megfelelő állásba.

## Különleges funkciók

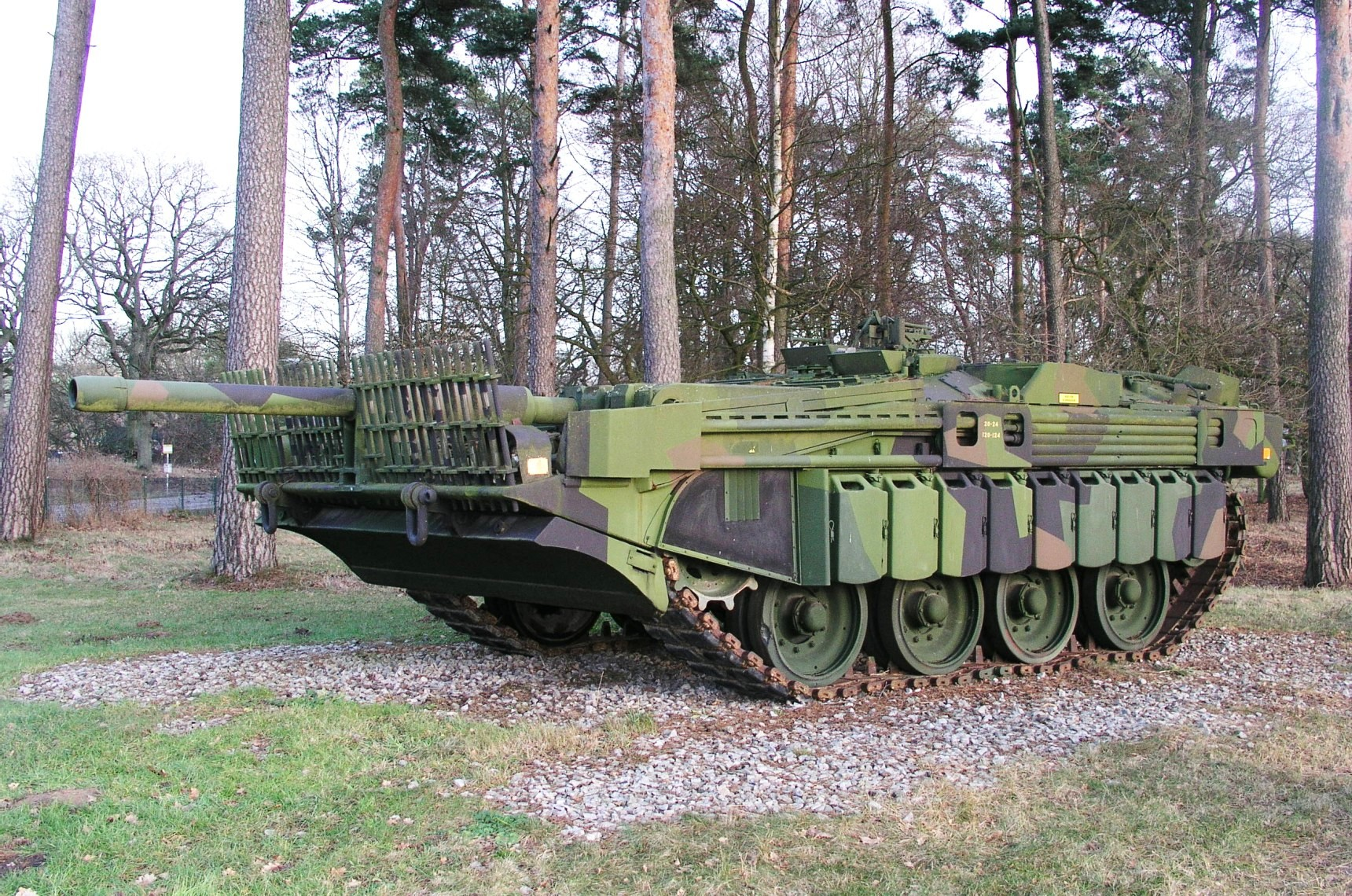
Lövegtorony nélküli harckocsi, állítható magasságú lapos-csuklós lánctalppal.

Torony nélküli harckocsi (STRV-103) esetén a löveg emelkedési szög beállítása csak a futómű-tagok magasságának változtatásával lehetséges. Az egyidejű emelés süllyesztés lehetővé teszi a mély fedezékből való tüzelést, majd ezután a teljes rejtőzködést, az elülső és a hátulsó görgők különböző magasságba állításával billenthető a páncéltest.
Meggyorsítja a vasúti szállításra való előkészítést a felhúzható futógörgősor, mert így a haspáncélon elhelyezett karmok mereven rögzíthetik a járművet.

## A lánctalpas futómű hátrányai
- Tömege viszonylag nagy, a jármű teljes tömegének akár 6-8%-a is lehet.
- Az elérhető sebesség sokkal kisebb, mint kerék esetén, még jó úton is.
- Kemény felületű úton a tapadása nagyon kicsi.
- Kormányzása nehézkes, általában úgy történik, hogy a belső íven haladó lánctalpat kisebb sebességgel hajtják. Ez az oldal-kuplung részleges vagy teljes oldásával történhet, egyidejű részleges vagy teljes fékezés mellett, így a lánctalpas jármű gyors sarkon fordulásra is képes (az egyik lánctalp áll, a másik pedig teljes sebességgel hajt). Finomabb megoldás a kihajtás áttételének módosítása, egy fix lassító áttétel bekapcsolása, ezzel stabil íven fordulás is megvalósítható. Az oldalanként külön sebességváltóval felszerelt eszközöknél a belső oldalon egy, vagy két sebesség visszakapcsolásával biztosítható az irányváltoztatás. Speciális differenciálműves, vagy bolygóműves hajtásokkal megvalósítható a helyben fordulás is, az egyik talp előre, a másik hátra forgásával. Mivel kanyarodáskor mindkét lánctalp oldalirányban csúszik is, az irányváltoztatás plusz teljesítményt igényel. Féllánctalpas megoldásnál az első kerekek végzik a kormányzást, a lánctalp csak hajt.
- Érzékeny az oldalról belekerülő szilárd tárgyakra, könnyen beékelődés, törés következhet be.
- Egyetlen lánctag sérülése (törése) is mozgásképtelenné teheti.